# Eosinofilia
Per  eosinofilia  si intende una elevata concentrazione degli eosinofili nel sangue (superiore a 500/microL).

## Tipologia
A seconda dell'organo che manifesta un'elevata conta degli eosinofili possiamo avere:
- Eosinofilia gastrointestinale
- Eosinofilia polmonare acuta, detta anche sindrome di Loeffler, il cui naturale decorso porta alla risoluzione spontanea.

Inoltre esiste una forma grave, una sua evoluzione quando viene interessato un organo e lo stato dura da più mesi, la mialgia eosinofila.
Il valore degli eosinofili viene oggi considerato normale fino al 3% del totale, anche se molti laboratori, a causa dell'aumento diffuso degli stessi nella popolazione hanno portato i limiti di riferimento anche al 7% o al 10%. Si può parlare di eosinofilia quando sono presenti nel sangue più di 500 eosinofili/μl.

## Eziologia
Esistono numerose malattie che si manifestano anche con eosinofilia:
- Infezioni parassitarie, specie da elminti
- Malattie allergiche
- Intolleranza alimentare
- Dermatite erpetiforme
- Polmonite eosinofila
- Gastroenterite eosinofila
- Esofagite eosinofila
- Sindrome DRESS
- Sindrome di Churg-Strauss e altri tipi di vasculite
- Alcune forme di leucemia
- Linfoma di Hodgkin
- Malattia di Addison
- Radiazioni
- Pemfigoide bolloso
- Miosite eosinofilica
- Lupus eritematoso sistemico
- Artrite reumatoide

Se sono l'unico segno clinico delle analisi di laboratorio, la presenza di eosinofili ad una percentuale elevata (superiore a 10) è a volte indice di due possibili diverse condizioni: una parassitosi intestinale (vermi, protozoi, ossiuri ecc.), oppure un'intolleranza alimentare.